# Nación Mohawk
Los mohawk (‘comehombre’, o bien de makwa, ‘lobo’, símbolo de su tótem) son un grupo de la Confederación Iroquesa autodeclarados como nación. Ellos se autodenominan Kanien'kehá:ka (Kaniengehaga, ‘gente del lugar del pedernal’).
Vivían en el valle del Mohawk, cerca del lago Ontario, ocupando tres villas en el actual Schenectady. Hoy en día, ocupan las reservas de Sant Regis (Nueva York), Oka, Kanesatake y Kahnawake (Quebec) y algunos en Brantford y Bay of Quinte (Ontario). En Quebec y Ontario (Canadá) llegaron a habitar un total de 23 682 mohawk, y en Nueva York un total de 5632.
Practicaron el cultivo del maíz, frijol, calabaza, tabaco, y las actividades de pesca y caza. Se dice que estos vivían en casas rectangulares hechas de materiales que abundaban en la zona.

## Naciones

### Nación Cayuga
Traducida como el pueblo del pantano, la nación Cayuga pertenece a la Confederación Haudenosaunee. Las naciones Cayuga y Oneida son llamadas los hermanos menores en el gran consejo haudenosaunee.

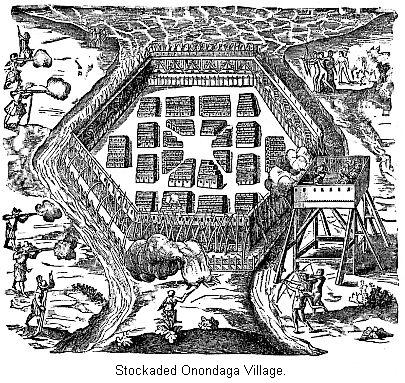
Villa de la nación Onondaga. Dibujo de Samuel de Champlain.

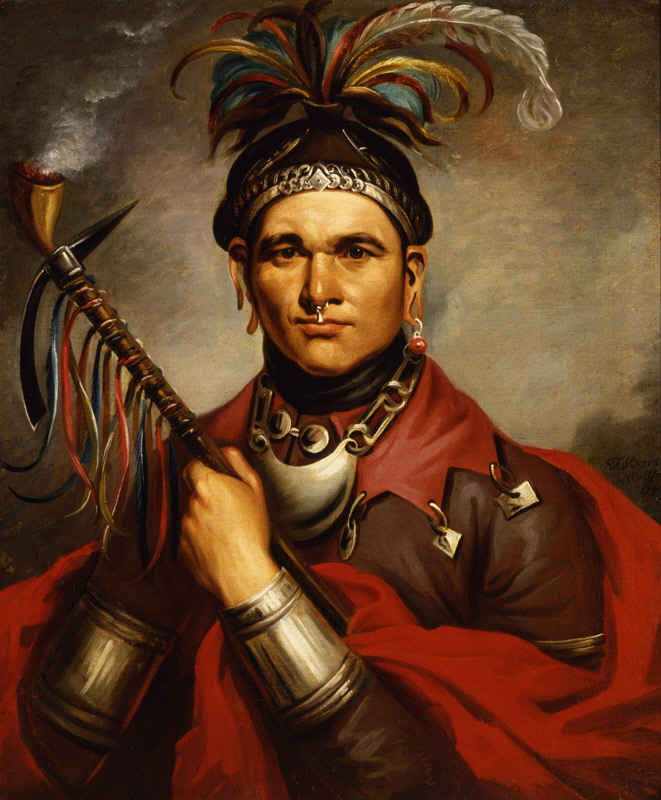
Cornplanter, jefe de la nación Seneca.

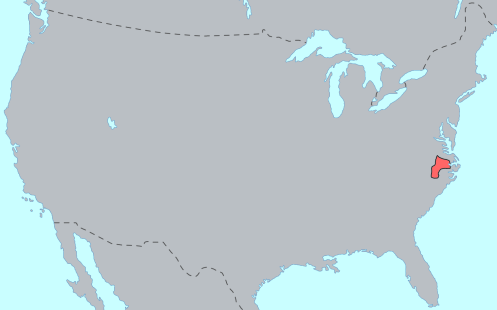
Territorio de la nación Tuscarora.

| Traducida como el pueblo del menhir, la nación Oneida pertenece a la Confederación Haudenosaunee. Las naciones Oneida y Cayuga son llamadas los hermanos menores en el gran consejo haudenosaunee. |

| Traducida como el pueblo de las colonias, la nación Onondaga pertenece a la Confederación Haudenosaunee. Con una posición central en medio de las naciones iroquesas, la nación Onondaga actúa como los Guardianes del Fuego o la capital de la Confederación Haudenosaunee. |

| Traducida como el pueblo de la gran colina, la nación Seneca pertenece a la Confederación Haudenosaunee. Situados geográficamente en el extremo oeste de la confederación, los Seneca son llamados los Guardianes de la Puerta del Oeste y son responsables de proteger la entrada oeste del territorio haudenosaunee. |

| Traducida como recolectores del cáñamo, la nación Tuscarora pertenece a la Confederación Haudenosaunee. Originarios de lo que hoy se conoce como Carolina del Norte, los Tuscarora emigraron hacia el norte y fueron acogidos por los haudenosaunee entre 1714 y 1722. Desde ese momento, los haudenosaunee pasaron a ser la Confederación de las Seis Naciones. |

## Organización política

### Gran Ley de la Paz
Kaianere'kó:wa, a menudo traducido como la Gran Ley de la Paz, es la constitución de la Confederación Haudenosaunee. Estas enseñanzas trazan los principios básicos que unificaban a las cinco naciones iroquesas originales en una liga poderosa, basada en las Buenas nuevas de la paz y el poder. La Gran Ley de la Paz también proporciona una metodología compleja para tomar decisiones que se obtiene a través del establecimiento de consenso.
En 1987, un subcomité del congreso de los Estados Unidos reconoció oficialmente la influencia de la Confederación Haudenosaunee y la Gran Ley de la Paz en la constitución de los Estados Unidos.

### Gran Consejo de Jefes Haudenosaunee
El Gran Consejo de Jefes Haudenosaunee es la autoridad central de gobierno de la Confederación Haudenosaunee. El gran consejo haudenosaunee está compuesto por 50 jefes que representan a cada una de las cinco naciones originales. Cada uno de los 50 jefes del consejo ostenta el nombre de uno de los fundadores originales de la liga cuando fue establecida.
Durante las discusiones del gran consejo haudenosaunee, el liderazgo se divide en tres grupos de deliberación. El primer grupo está formado por jefes Seneca y Mohawk. El segundo grupo está formado por los jefes Oneida, Cayuga y Tuscarora. El tercer grupo está formado por los jefes Onondaga.
Como facilitadores del consejo, los jefes Seneca y Mohawk presentan el tema a debatir a los jefes de las naciones Oneida, Cayuga y Tuscarora. Tras una discusión entre ellos mismos, los jefes Oneida y Cayuga formularán una resolución sobre el tema tratado y se la devolverá a los jefes Seneca y Mohawk para que la consideren.
Entonces los dos grupos deliberarán sobre la cuestión pasándola de grupo en grupo hasta alcanzar un consenso. Una vez que los jefes Seneca, Mohawk, Oneida, Cayuga y Tuscarora se ponen de acuerdo, su resolución se presenta ante los jefes Onondaga, que la confirman u ofrecen una contrapropuesta.

## Organización social

### Jefes
Rotiiá:ner, en plural, o Roiá:ner, en singular, se suele traducir como jefes. Cada jefe se llama como uno de los fundadores originales de la liga cuando se estableció. Estos líderes representan a su clan y su nación en el gran consejo haudenosaunee. Los jefes también sirven como liderazgo dentro de su respectiva nación. Cada jefe es nombrado por una madre del clan, que sigue unos criterios específicos para asegurar que esté cualificado para asumir esta posición hereditaria.
Un jefe conserva su puesto de por vida y solo lo abandona por méritos, por una enfermedad o por la muerte.

### Madres del clan
Iakotiiá:ner, en plural, o Iakoiá:ner, en singular, se suele traducir como madres del clan. Una madre del clan es una líder femenina de la familia. Aparte de sus papeles sociales y espirituales, una madre del clan es políticamente responsable de elegir a un jefe que represente a la familia. Observa a los posibles candidatos que son niños, busca las cualidades especiales y el mérito necesario para esta posición de liderazgo y los prepara durante un tiempo. Se ha llegado a decir que los líderes haudenosaunee no nacen, sino que se hacen.
Una madre del clan, al igual que los jefes, ocupa su puesto de por vida y solo lo abandona por méritos. por una enfermedad o por la muerte.

## Demografía
En 1650 eran unos 5 000, pero fueron reducidos a 2 500 en 1660. En 1960 eran 1.820 en Nueva York, que quizá aumentaron a 5 000 en 1980. Según Asher, unos 3 000 todavía hablaban la lengua. En 1990 había 25 000, de los cuales unos 13 154 en Quebec. En Canadá sólo unos 530 hablaban lenguas iroquesas. Según datos del censo de los EE. UU. del 2000, había 26 851 en los EE. UU. y 29 742 en Quebec y Ontario.

## Lista de Mohawks
- Hiawatha (siglo XV)
- Canaqueese (siglo XVII)
- Ots-Toch (1600-1646)
- Santa Kateri Tekakwitha (1656 – 17 de abril de 1680)
- Karonghyontye (siglo XVIII)
- Hendrick Tejonihokarawa (1660 – 8 de septiembre de 1735)
- Hendrick Theyanoguin (1692 – 1755)
- Kaniehtí:io (1731 - 1760)
- Kanen'tó:kon (1756 – 1778)
- Molly Brant (1736 – 6 de abril de 1796)
- Joseph Brant (1742 - 24 de noviembre de 1807)
- John Deseronto (1740-1811)
- Teyoninhokovrawen (1760-1826)
- George Henry Martin Johnson (7 de octubre de 1816 – 19 de febrero de 1884)
- Tekahionwake (10 de marzo de 1861 - 7 de marzo de 1913)
- Fred O. Loft (3 de febrero de 1861 - 1934)
- Edith Monture (1890 - 1996)
- Mary Brant
- Richard Oakes (1942 - 1972)
- Jay Silverheels (26 de mayo de 1912 - 5 de marzo de 1980)
- Esther Louise Georgette Deer (1891–1992)
- Waneek Horn-Miller (siglo XX)
- Sid Jamieson (siglo XX)
- Skawennati (siglo XX)
- Joseph Tehwehron David (1957–2004)
- Patricia Monture-Angus (24 de septiembre de 1958-17 de noviembre de 2010)
- August Schellenberg (25 de julio de 1936–15 de agosto de 2013)
- Beth Brant (1941- 2015)
- Maurice Kenny (16 de agosto de 1929 - 16 de abril de 2016)
- Billy Two Rivers (n. 5 de mayo de 1935)
- Kahn-Tineta Horn (n. 16 de abril de 1940)
- Robbie Robertson (n. 5 de julio de 1943)
- Carla Hemlock (n. 1961)
- Babe Hemlock (n. 1961)
- Taiaiake Alfred (n. 1964)
- Shelley Niro (n. 1954)
- Stan Jonathan (n. 5 de septiembre de 1955)
- Alex Rice (n. 1972)
- Derek Miller (n. 29 de octubre de 1974)
- Richard Oakes (22 de mayo de 1942 – 20 de septiembre de 1972)
- Tracey Deer (n. 28 de febrero de 1978)
- Kaniehtiio Horn (n. 1986)
- Kawennahere Devery Jacobs (n. 8 de agosto de 1993)